# Benjamin Garcia (athlétisme)
Pour les articles homonymes, voir Benjamin Garcia et Garcia.
Benjamin Benito Garcia (31 juillet 1933 - 13 février 2015) était un athlète américain, connu dans la catégorie de lancer du javelot. Il a concouru pour les États-Unis aux Jeux olympiques de 1956. Il a lancé à 71,17 m lors du tour de qualification pour se qualifier pour la finale. Cette marque aurait été assez bonne pour la huitième place si elle avait été dans le tour final (mieux que les autres Américains sur le terrain) mais Garcia n'a pas été en mesure de décrocher un lancer légal dans le tour final et a terminé officiellement à la 15e place sans marque.
Il a commencé sa carrière grâce à une bourse de football à New Mexico A&M, mais a ensuite rejoint l'Université d'Etat de l'Arizona où il a été élu joueur le plus utile de l'équipe de piste en 1955. Il est né à La Luz, au Nouveau-Mexique et est mort à Phoenix en Arizona.